# Saint-Bonnet-Briance
Saint-Bonnet-Briance är en kommun i departementet Haute-Vienne i regionen Nouvelle-Aquitaine i västra Frankrike. Kommunen ligger i kantonen Pierre-Buffière som tillhör arrondissementet Limoges. År 2022 hade Saint-Bonnet-Briance 538 invånare.

## Befolkningsutveckling
Antalet invånare i kommunen Saint-Bonnet-Briance
| Referens: INSEE |